# Lafoea grandis
Lafoea grandis is een hydroïdpoliep uit de familie Lafoeidae. De poliep komt uit het geslacht Lafoea. Lafoea grandis werd in 1874 voor het eerst wetenschappelijk beschreven door Hincks. 